# Gymnostachyum glabrum
Gymnostachyum glabrum là một loài thực vật có hoa trong họ Ô rô. Loài này được T.Anderson mô tả khoa học đầu tiên năm 1867.